# 銀網集團
銀網集團有限公司，簡稱銀網集團（英語：Silvernet Group Limited，港交所除牌時0622.HK）在2000年7月8日，由凱達集團有限公司更名而來，在2000年被曾銀建國際實業有限公司收購。當時經營科技及網站業務。
但由於受到科網爆破，在2002年，百仕達集團進行收購股權，原有業務終止，轉為現時業務電力供應、其他清潔能源外，還經營燃氣分銷、管道氣網建設、運輸、儲存、批發及零售，同年11月8日，更名為威華達控股有限公司至今。

## 連結
- Enerchina.com.hk